# استان لیپتسک
استان لیپِتسک (به روسی: Ли́пецкая о́бласть، تلفظ: لیپِچکایا اُبلاست) یکی از واحدهای فدرالی کشور روسیه است. 

استان لیپِتسک در نقشهٔ روسیه.

این استان در تاریخ ۶ ژانویه ۱۹۵۴ تشکیل شده و مرکز آن شهر لیپتسک است. 
جمعیت این استان ۱٬۲۱۳٬۴۹۹ نفر است (سال ۲۰۰۲).

## منبع
- Wikipedia contributors، "Lipetsk Oblast،" Wikipedia، The Free Encyclopedia،